# Comuna Hodorkiv, Popilnea
Hodorkiv (în ucraineană Ходорківська сільська рада) este o comună în raionul Popilnea, regiunea Jîtomîr, Ucraina, formată din satele Hodorkiv (reședința) și Pustelnîkî.

## Demografie
Componența lingvistică a comunei Hodorkiv
     Ucraineană (97,61%)
     Rusă (2,03%)
     Alte limbi (0,31%)
Conform recensământului din 2001, majoritatea populației comunei Hodorkiv era vorbitoare de ucraineană (97,61%), existând în minoritate și vorbitori de rusă (2,03%).